# Sentier d'expansion

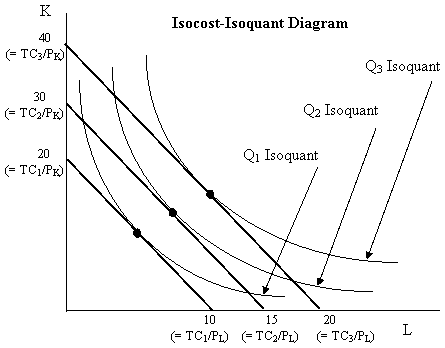
Graphique isocoût vs. isoquant. Chaque segment de ligne est une ligne d'isocoût représentant un niveau particulier de coût total des intrants, noté TC, PL étant le prix unitaire du travail et PK le prix unitaire du capital physique. Les courbes convexes sont des isoquantes, chacune montrant diverses combinaisons d'utilisation des intrants qui donneraient le niveau de production particulier désigné par l'isoquante en question. Les points de tangence indiquent la combinaison d'intrants la moins coûteuse pour produire un niveau de production donné. Une courbe reliant les points de tangence est appelée chemin d'expansion, car elle montre comment les utilisations d'intrants augmentent à mesure que le niveau de production choisi augmente.

Le sentier d'expansion (ou eutope) est le lieu géométrique des points de tangence entre la droite d'isocoût et l'isoquant. C'est un concept de microéconomie. 

## Concept
Le sentier d'expansion représente les points de tangence entre l'isocoût et l'isoquant. En d'autres termes, le sentier relie la dépense totale minimale pour chaque niveau de production donné. Il définit donc une fonction de dépense totale, avec pour variable les quantités produites. 
La contrainte budgétaire du producteur est ainsi formalisée : CT = rK + wL. L'isoquant est la combinaison de travail et de capital assurant un niveau donné de production. 
Chaque point du sentier d'expansion constitue un optimum du producteur.
L'équation de l'eutope se définit à partir de la relation d'équilibre. Il faut en effet égaliser en tout point du sentier d'expansion le rapport des productivités marginales des facteurs au rapport des coûts marginaux :
Pm(K) / Pm(L) = Cm(K) / Cm(L).
Il est traditionnel de présenter l'équation du sentier d'expansion sous forme nulle, par exemple 3L - K = 0.